# Klein-Gelmen

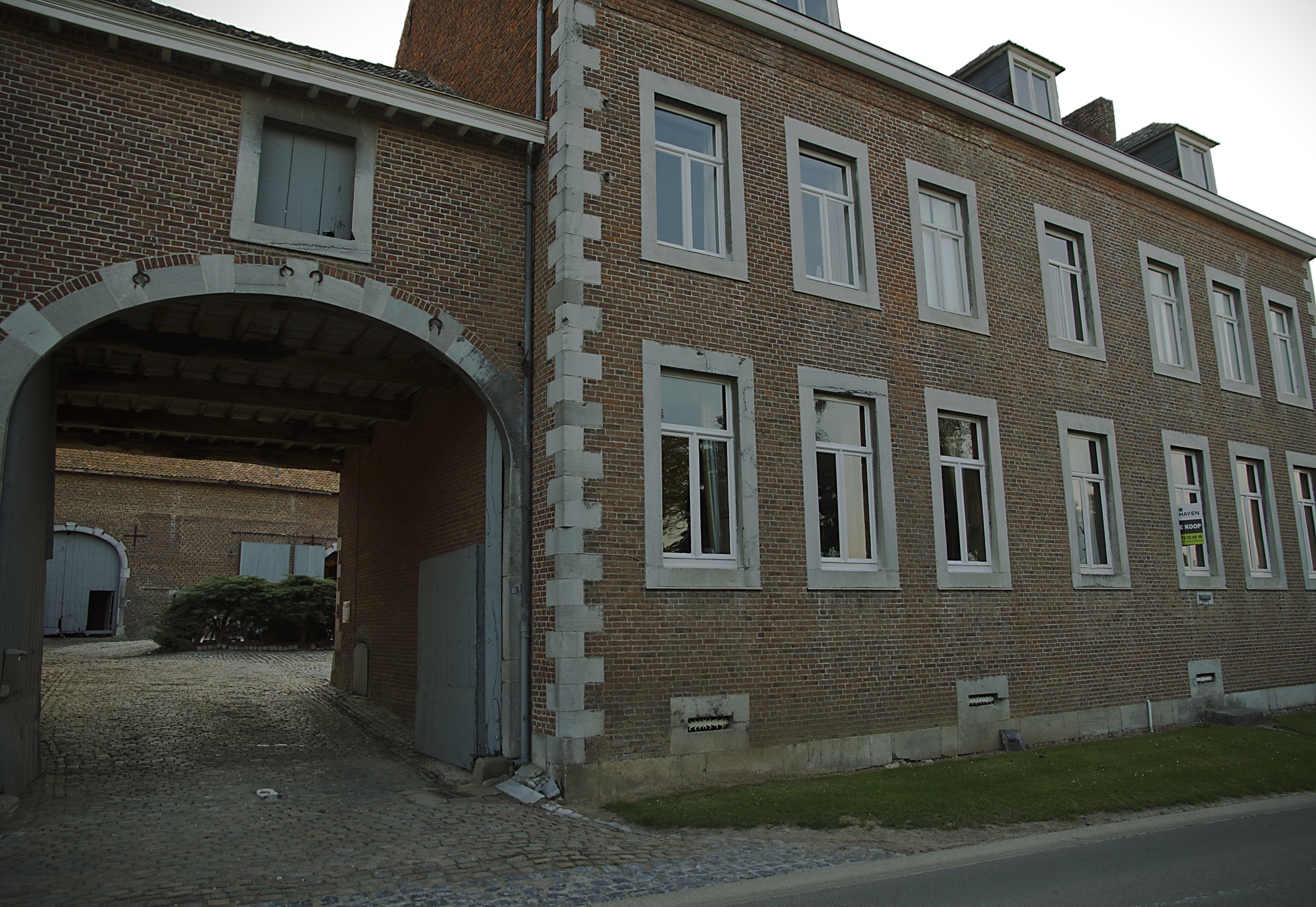
De vierkantshoeve aan vierkantshoeve aan Daalstraat 31

Klein-Gelmen is een dorp in de Belgische provincie Limburg en een deelgemeente van de gemeente Heers, het was een zelfstandige gemeente tot aan de gemeentelijke herindeling van 1971.

## Etymologie
De oudste vermelding is uit 1365, als Cleyne Ghelmen. Clein-Gelmen ter onderscheid van het nabijgelegen Groot-Gelmen. De naam Gelmen zou van het Germaanse Gelma (geel) komen, verwijzend naar de kleur van de grond (löss) of het water.

## Geschiedenis
Reeds in de prehistorie was de omgeving bewoond. Aan de weg van Klein- naar Groot-Gelmen bevond zich een grafheuvel uit de Romeinse of Frankische tijd (het Cleyngelmische tommeke). Deze werd in 1898 afgegraven. Er werd een skelet, enkele knopen en een bijl uit silex aangetroffen.
Het is denkbaar dat Gelmen samenviel met villa Galmina, een domein dat door keizer Rooms Keizer Otto I de Grote aan de Onze-Lieve-Vrouwekerk te Aken werd geschonken. Reeds in de 11e eeuw zou Klein-Gelmen als uitbreiding van Gelmen zijn gesticht. Klein-Gelmen behoorde tot het domein van de Graven van Loon en werd in 1079 geschonken aan het Sint-Bartolomeüskapittel te Luik geschonken.
Op 8 oktober 1697 werden verwoestingen aangericht door de cavalerie van de Republiek der Zeven Verenigde Nederlanden onder leiding van Godard van Reede. In 1713 kampeerden er dragonders in de buurt van de plaats.
De parochie maakte aanvankelijk onderdeel uit van die van Gelinden, en omstreeks 1000 was er al een kapel, gewijd aan Onze-Lieve-Vrouw en Sint-Eligius. In 1796 werd Klein-Gelmen afgescheiden van Gelinden en bij Heers gevoegd, om pas in 1835 tot een zelfstandige parochie te worden verheven.
De gemeente Klein-Gelmen werd in 1971 bij Groot-Gelmen gevoegd, maar in 1977 werd het weer daarvan afgesplitst en werd het een deelgemeente van Heers.

## Demografische ontwikkeling
- Bronnen:NIS, Opm:1831 tot en met 1970=volkstellingen; 1976 = inwoneraantal op 31 december

## Bezienswaardigheden
- De gesloten vierkantshoeve aan de Daalstraat 31.
- De classicistische hoeve "Doolhof" uit de 18e eeuw.
- De hoeve Dorpstraat met stallen van 1772. Het huis dateert van 1855.
- Hoeve Groeneschild uit 1655, aan Groeneschild 42-44.
- De neogotische Onze-Lieve-Vrouw-Boodschapskerk uit 1881 met een beeld van Sint-Rochus uit de 17e eeuw.
- Kasteel Keienheuvel met park, begin 20e eeuw, aan de Steenstraat.

## Natuur en landschap
Klein-Gelmen is gelegen in Droog-Haspengouw, in de vallei van de Herk. De Herk stroomt direct ten westen van het dorp, terwijl in het oosten de Heerse Beek loopt, welke bij Mettekoven in de Herk uitmondt. Het dorp ligt op ongeveer 75 meter. Naar het zuiden toe vindt men een plateau tot 120 meter hoogte met weidse akkers, waarop onder meer suikerbieten worden verbouwd. Ook de fruitteelt wordt in Klein-Gelmen beoefend.

## Trivia
In het dorp bevindt zich het fruitteeltbedrijf waar de televisieserie Katarakt zich afspeelt. Dit is de hoeve van Roger Hendrickx in de Daalstraat.

## Nabijgelegen kernen
Groot-Gelmen, Gelinden, Heers, Engelmanshoven